# Gladwyn Kingsley Noble
Gladwyn Kingsley Noble (Yonkers, 1894. szeptember 20. – Englewood, 1940. december 9.) amerikai zoológus és herpetológus. Kingsley volt az American Museum of Natural History Herpetológiai Osztályának és Kísérleti Biológiai Osztályának vezetője. BSc és MSc fokozatát a Harvard Egyetemen szerezte meg 1917-ben illetve 1918-ban, míg PhD címét a Columbia Egyetemen, 1922-ben. 1917-ben került a Herpetológiai Osztályhoz, aminek 1924-ben a vezetője lett. Később létrehozta a Kísérleti Biológiai Osztályt, és mindkét osztály vezetője volt egészen 1940-ben bekövetkezett haláláig.
Pályája során 20 új gyíkfajt írt le. Tiszteletére nevezték el az Anolis noblei gyíkfajt. Nevét őrzi a Sphaerodactylus darlingtoni noblei gyíkalfaj is. Zoológiai szakmunkákban nevének rövidítése: „Noble”.

## Művei
- G.K. Noble and G.C. Klingel (August 11, 1932), American Museum Novitates number 549: "The Reptiles of Great Inagua Island, British West Indies" [11]
- The nature of the beast, a popular account of animal psychology from the point of view of a naturalist, Doubleday & Company, Garden City NY (1946); a művet feleségével Ruth Crosby Noble-lel közösen írta.
- The Biology of the Amphibia, Dover Publications, New York (1954).

## Az általa leírt taxonok
- Anomaloglossus beebei
- Epipedobates anthonyi
- Sphaerodactylus armstrongi
- Bachia intermedia
- Pseudogonatodes barbouri
- Barbourula
- Barbourula busuangensis
- Boana heilprini
- Cycloramphus stejnegeri
- Eleutherodactylus auriculatoides
- Eleutherodactylus minutus
- Eleutherodactylus ruthae
- Gastrophrynoides
- Gastrotheca monticola
- Glyphoglossus smithi
- Guadeloupe ameiva
- Kísértetbéka-félék (Heleophrynidae)
- Törpe karmosbéka (Hymenochirus curtipes)
- Hyperolius ferreirai
- Hyperolius langi
- Macropelobates
- Macropholidus
- Macropholidus ruthveni
- Melanobatrachus
- Cyclura cornuta stejnegeri
- Nectophrynoides
- Noblella peruviana
- Amphisbaena pericensis
- Petropedetidae
- Phrynomerinae
- Platypelis barbouri
- Polychrus peruvianus
- Seychelle-szigeteki békafélék (Sooglossidae)
- Sphaerodactylus altavelensis
- Spondylurus lineolatus
- Telmatobius halli
- Telmatobius ignavus
- Telmatobius niger